# 뎃세이정
뎃세이정(哲西町)은 오카야마현 북서부 (아테쓰군)에 있던 정이다. 2005년 3월 31일, 니미시 (초대), 아테쓰군 오사정, 뎃타정, 신고정과 대등 합병으로 신 니미시가 되어 소멸하였다. 

## 역사
- 1889년 6월 1일 - 정촌제 시행으로 데쓰타군 야가미촌, 노치촌이 성립하였다.
- 1900년 4월 1일 - 데쓰타군이 아가군과 합병으로 아테쓰군 야가미촌, 노치촌이 되었다.
- 1955년 4월 1일 - 야가미촌, 노치촌의 2촌이 합병, 정으로 승격해 뎃세이정이 되었다.
- 2005년 3월 31일 - 니미시 (초대), 아테쓰군 오사정, 신고정, 뎃타정과 대등 합병으로 새로운 니미시가 되었다.

## 교통

### 도로
- 주고쿠 자동차도
- 국도 제182호선

### 철도
- 서일본 여객철도
  - 게이비 선